# Schloss Münchweiler
Das Schloss Münchweiler ist ein historisches Gebäude im Ortsteil Münchweiler des Waderner Stadtteils Nunkirchen. Das Schloss ist im Saarland das einzige erkennbar erhaltene Beispiel einer aufwändigen und großzügigen Landschlossplanung des Barock. Es steht unter Denkmalschutz.

## Geschichte

### 1749 bis zur Französischen Revolution
Reichsfreiherr Franz Georg Zandt von Merl (1723–1785) ließ sich ab 1749 in drei Bauabschnitten bis 1763 einen Prunksitz errichten. Der bedeutendste Architekt des Merziger Landes im 18. Jahrhundert, Christian Kretzschmar, wurde mit dem Bau beauftragt. Die Kretzschmarsche Handschrift im Corps-de-logis ist in den beiden Flügelbauten heute allerdings nur mehr andeutungsweise zu erkennen.

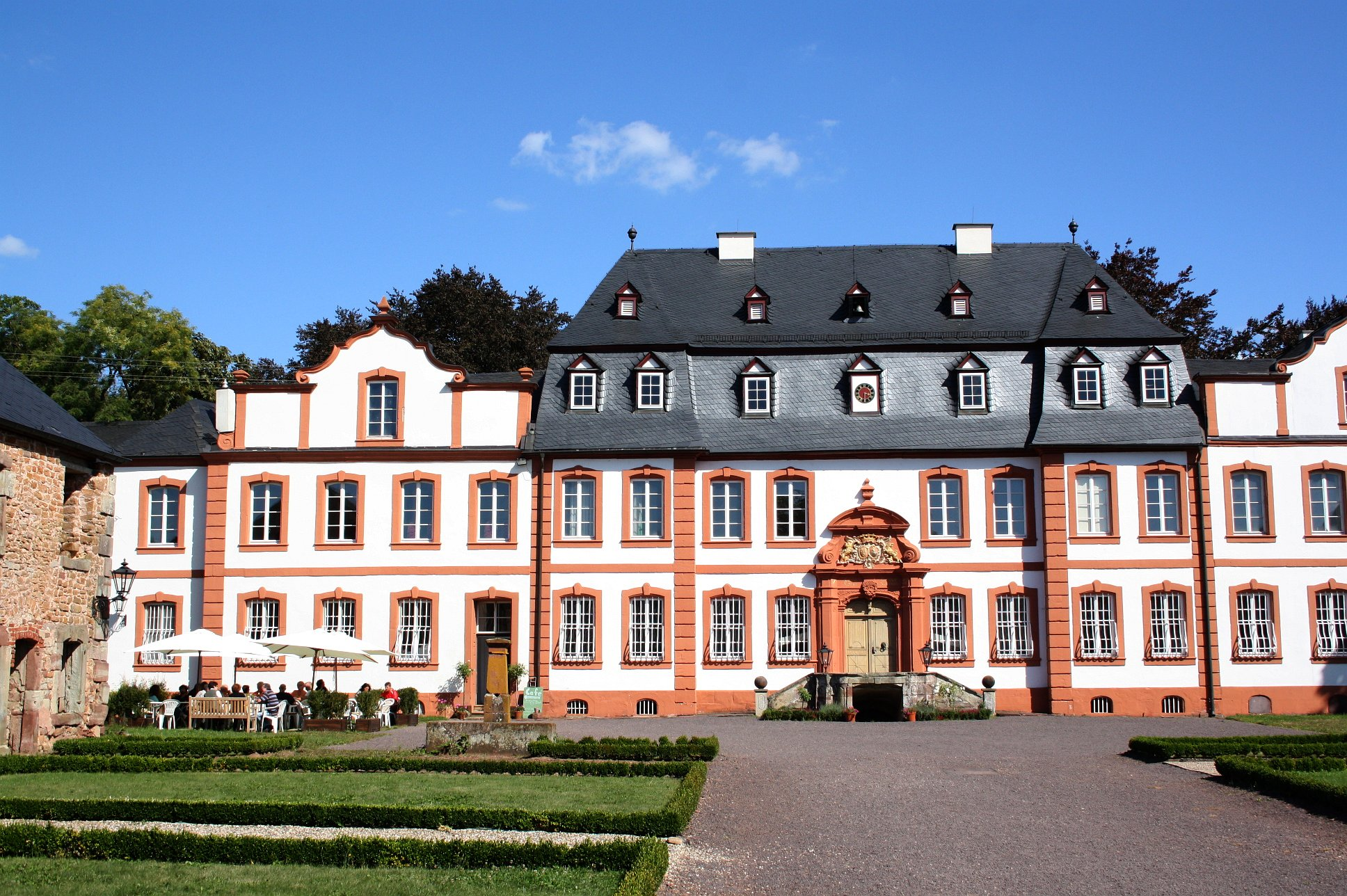
Schloss Münchweiler – mit Schlosscafé

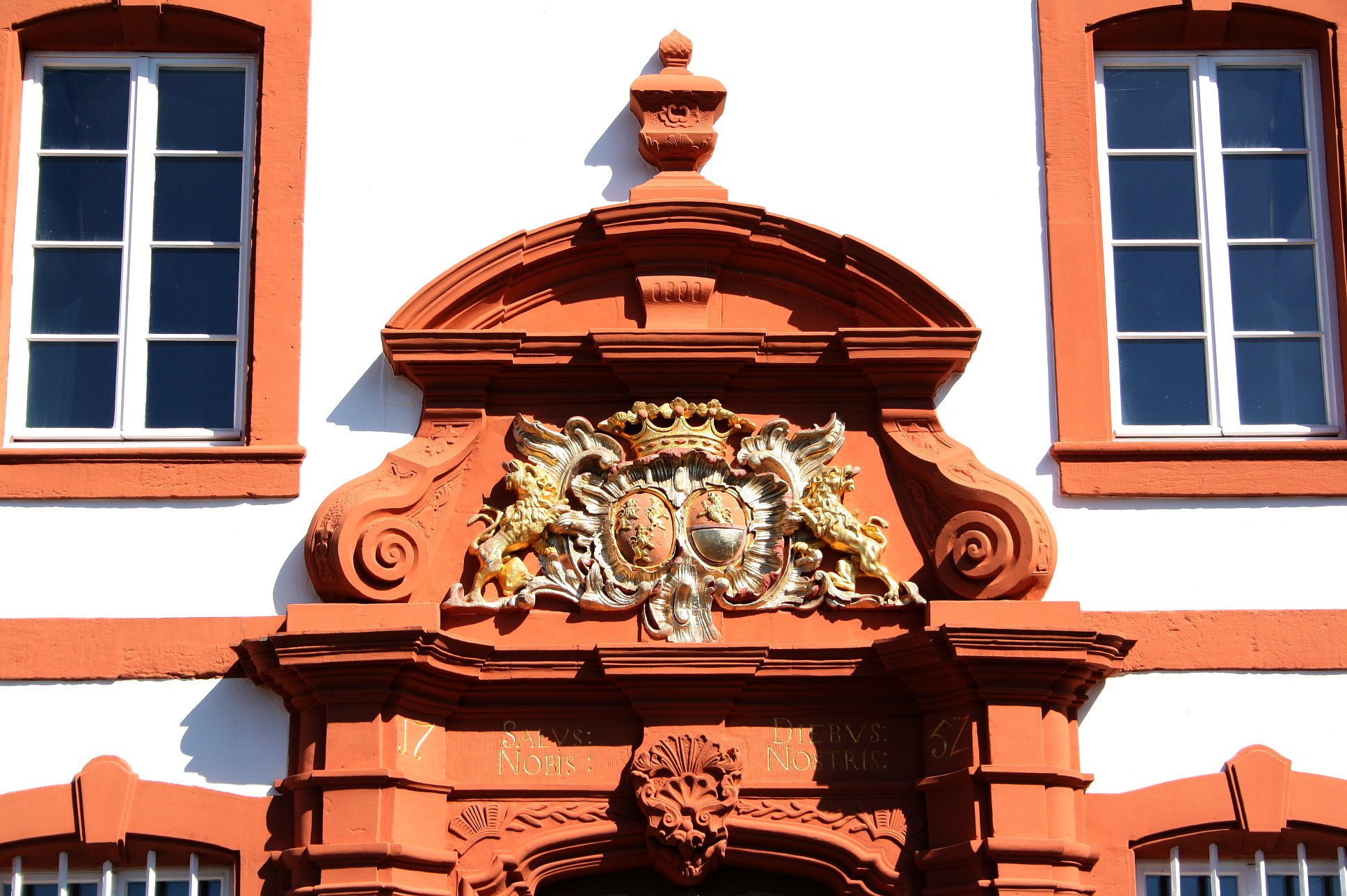
Wappen Schloss Münchweiler

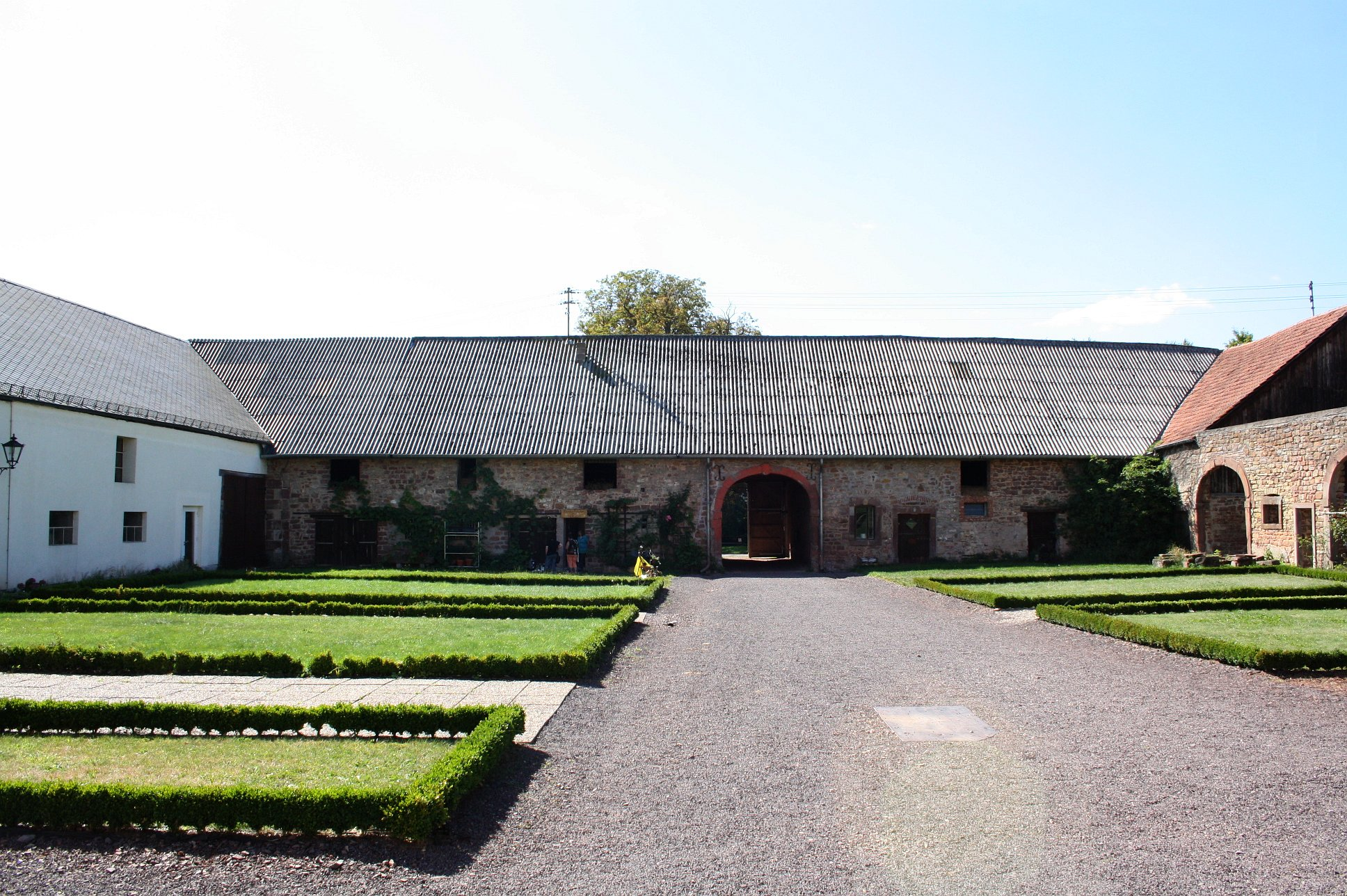
Die Vorburg, linker Flügel mit Hotelbetrieb, Mittelflügel mit kleinem Laden und Hofeinfahrt, rechter Flügel Teilruine

Ursprünglich als Jagdschloss geplant, nahm Schloss Münchweiler im Laufe der Bautätigkeit Form und Maße eines Herrenschlosses an. In den Grundzügen entstand ein Bau, der dem Hochbarock verpflichtet war. Er wurde bis zum Jahr 1773 um zwei Giebelfronten erweitert. Die Jahre der Französischen Revolution überstand Schloss Münchweiler recht unbeschadet, auch weil französische Truppen im Gebäude Quartier nahmen, während die Eigentümer sich jenseits des Rheins in Sicherheit bringen konnten. Im Jahr 1801 konnte Familie von Zandt die Gebäude und Ländereien zurückkaufen. Das Mobiliar des Schlosses ging allerdings während der Revolutionswirren unwiederbringlich verloren.

### 1840 bis 1997
Um 1840 war Gut Münchweiler hoch verschuldet. Der Gläubiger, dem zu jenem Zeitpunkt 50 Prozent des Besitzes gehörte, hieß Johann Baptist Schaack. Er war ein vermögender Kaufmann aus Trier. Seine Tochter Catharina Schaack heiratete René Zandt von Merl. Die Erben von René und Catharina von Zandt teilten das Schloss unter sich auf. Zwischen 1860 und 1886 erlebten so der Nord- und der Südflügel des Baus bedeutende Veränderungen. Ursprünglich waren beide Seitenflügel gleich. Im rechten Flügel befand sich eine Kapelle. Im Jahr 1886 kamen zwei weitere Flügel hinzu. In dem zum Garten gelegenen Flügel wurde die Kapelle verlegt. Das Portal wurde der Nepomuk-Kapelle des ehemaligen Eisenwerkes Münchweiler entnommen. Ungewöhnlicherweise wurde der Ehrenhof von Schloss Münchweiler von Wirtschafts- und Nebengebäuden eingegrenzt, die heute allerdings zum Teil nur noch ruinenhaft erhalten sind. Das bewegte Portal, die Freitreppe und auch die doppelläufige Innentreppe sind in hoher Qualität in den Formen des Hochbarocks ausgebildet.
Nach dem Ende des Ersten Weltkrieges erzwangen die Folgen der Reparationen und der Weltwirtschaftskrise 1932 Landverkäufe, die zur Entstehung des Ortes Münchweiler führten. Der Verlust von Substanz und Ländereien verursachte den dauerhaften Niedergang des Schlosses und der dazugehörigen Anlagen.
Nach dem Zweiten Weltkrieg beherbergte das Schloss eine Gaststätte. Das Gebäude erlebten derweil einen rasanten Verfall. Ende der 1990er Jahre erinnerte nur noch wenig an die einstige Pracht, die das Schloss früher ausgezeichnet hatte. Im Jahre 1997 übernahm der Adoptivsohn von Brigitte von Zandt – sie war die letzte Schlossbesitzerin aus dem Geschlecht derer von Zandt – Dietrich-Bernhard von Hagke, die Geschicke auf Schloss Münchweiler.

### Die Sanierung ab 1997
Im Jahr 1997 begannen erste Restaurierungs- und Sicherungsarbeiten. Unterstützt von öffentlicher Hand und der Deutschen Stiftung Denkmalschutz wurde das Gebäude fast komplett saniert. Die verschiedenen Dachflächen wurden sukzessive gesichert und neu eingedeckt. Heute besitzt das Schloss wieder eine vollständige Schieferbedachung. In den Jahren 2001/2002 wurden die Sicherung von Wänden, Decken und des Treppenhauses im Haupthaus in Angriff genommen. Die umfangreichen Sanierungsarbeiten, die weite Teile des Gebäudes in den historischen Zustand versetzen, nahmen rund zehn Jahre in Anspruch.

## Heutige Nutzung
Von 1999 bis 2000 entstand parallel zur Sanierung des Schlosses an Stelle des südlichen Wirtschaftstraktes ein Hotel. 2007 öffnete ein Café in einem Seitenflügel von Schloss Münchweiler. Die Stadtverwaltung Wadern unterhält im Gebäude ein Trauzimmer. Einzelne Teile des Gebäudes sind der Öffentlichkeit heute wieder zugänglich.